# Til Gardeniers-Berendsen

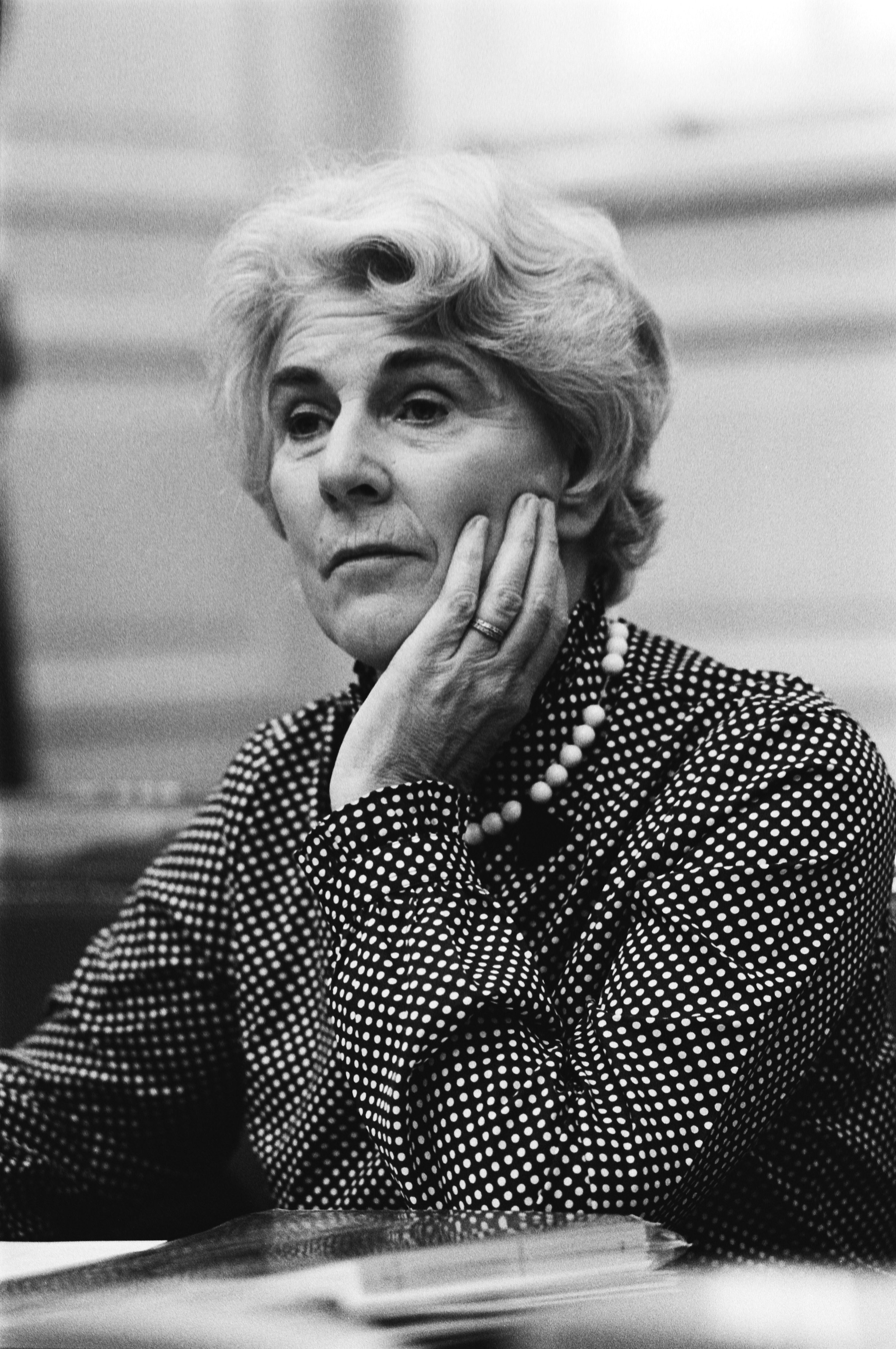
Til Gardeniers-Berendsen (1982)

Mathilde „Til“ Hubertine Maria Francisca Gardeniers-Berendsen (Geburtsname: Berendsen; * 18. Februar 1925 in Rotterdam; † 22. Oktober 2019) war eine niederländische Politikerin der Katholieke Volkspartij (KVP) sowie danach des Christen-Democratisch Appèl (CDA), die unter anderem Mitglied der Zweiten Kammer der Generalstaaten sowie im Kabinett Van Agt I (1977 bis 1981) Ministerin für Kultur, Freizeitgestaltung und Fürsorge war. Im Kabinett Van Agt II und Kabinett Van Agt III fungierte sie zwischen 1981 und 1982 als Ministerin für Gesundheit und Umwelt und war zuletzt Mitglied des Staatsrates (Raad van State).

## Leben
Mathilde „Til“ Hubertine Maria Francisca Berendsen, Tochter eines Schulrektors, engagierte sich während der deutschen Besetzung der Niederlande im Zweiten Weltkrieg im Widerstand durch die Verteilung illegaler Flugblätter. 1950 heiratete sie den ehemaligen Piloten und Wirtschaftsmanager Mathieu Gardeniers, mit dem sie drei Söhne hatte. 1970 kandidierte sie erfolglos für die Katholieke Volkspartij (KVP) für einen Sitz im Gemeinderat von Rotterdam. Am 11. Mai 1977 wurde sie erstmals Mitglied der Zweiten Kammer der Generalstaaten (Tweede Kamer der Staten-Generaal) und gehörte dieser bis zum 19. Dezember 1977 an. Während ihrer Parlamentszugehörigkeit war sie Sprecherin der KVP-Fraktion für Bildung, Kultur und Sozialarbeit und stellte 1976 gemeinsam mit Hannie van Leeuwen von der Anti-Revolutionaire Partij (ARP) eine Gesetzesinitiative zum Schwangerschaftsabbruch vor, die auf dem Prinzip „nee, tenzij“ (‚Nein, aber…‘) beruhte, jedoch keine Mehrheit in der Zweiten Kammer fand.
Am 19. Dezember 1977 wurde Til Gardeniers-Berendsen im Kabinett Van Agt I Ministerin für Kultur, Freizeitgestaltung und Fürsorge (Minister van Cultuur, Recreatie en Maatschappelijk werk) und bekleidete dieses Ministeramt bis zum 11. September 1981. 1981 führte sie das Fondsenwet scheppende kunsten ein, das eine rechtliche Grundlage für einen Fonds für bildende Künste bildete, eine juristische Person des Privatrechts mit Vorstand, der Produktionen zur Entwicklung und Erneuerung von Kunst subventionieren kann. Nach der Wahl und bis zur Regierungsbildung war sie zwischen dem 10. Juni und dem 9. September 1981 abermals Mitglied der Zweiten Kammer. Im Kabinett Van Agt II übernahm sie am 11. September 1981 das Amt als Ministerin für Gesundheit und Umwelt (Minister van Volksgezondheid en Milieuhygiëne), das sie vom 29. Mai bis 4. November 1982 auch im Kabinett Van Agt III innehatte. Als Gesundheitsministerin führte sie 1982 das Gesetz über Gesundheitseinrichtungen (Wet Voorzieningen Gezondheidszorg) ein, wodurch eine rechtliche Grundlage für die gesamte öffentliche Gesundheit geschaffen wurde. Dazu gehörten Themen wie Qualität, Planung, Finanzierung, Experimente und Standortpolitik und die auf ein verständliches, überschaubares und gut organisiertes System von Gesundheitseinrichtungen abzielte. Aufgrund der Gesundheitssituation von Minister Hans de Boer fungierte sie zwischen dem 11. Oktober und dem 4. November 1982 zudem als kommissarische Ministerin für Kultur, Freizeitgestaltung und Fürsorge.
Til Gardeniers-Berendsen war vom 11. September 1982 bis zum 23. Februar 1983 erneut Mitglied der Zweiten Kammer und wurde im Anschluss am 1. März 1983 von Königin Beatrix zum Mitglied des Staatsrates (Raad van State) ernannt, dem sie zwölf Jahre lang bis zum 1. März 1995 angehörte. Zuletzt war sie seit 2007 Vorsitzende des Projektbeirates von Kreekhuizen, einem Wohnquartier im Rotterdamer Stadtteil IJsselmonde.
Für ihre Verdienste wurde sie am 9. Dezember 1982 Großoffizierin des Ordens von Oranien-Nassau.